# Abderramão ibne Calide
Abderramão, Abederramão, Abderramane ou Abederramane ibne Calide (Abd al-Rahman ibn Khalid; em grego medieval: Ἀβδεραχμάν, ὁ τοῦ Χαλέδου; romaniz.: Abderachmán tou Chalédou) foi um general árabe do século VII. Liderou em 664/665 uma campanha contra o Império Bizantino, onde também invernou. Pela reconstrução de A. N. Stratos, era pai do almirante e emir Calide.